# Distretto di Le Faouet
Il distretto di Le Faouet era una divisione territoriale francese del dipartimento di Morbihan istituita nel 1790 e soppressa nel 1795.
Era formato dai cantoni di Le Faouet, Berné, Gourin, Langonnet, Lanvénégen, 
Ploërdut e Priziac.

## Popolazione
| Comune        | Cantone    | Popolazione (1790) |
| ------------- | ---------- | ------------------ |
| Le Faouët     | Le Faouët  | 2 409              |
| Meslan        | Le Faouët  | 1 336              |
| Gourin        | Gourin     | 3 233              |
| Roudouallec   | Gourin     | 820                |
| Le Saint      | Gourin     | 1 623              |
| Langonnet     | Langonnet  | 3 306              |
| Plouray       | Langonnet  | 1 480              |
| Lanvénégen    | Lanvénégen | 1 497              |
| Guiscriff     | Lanvénégen | 2 668              |
| Locunolé      | Lanvénégen | 438                |
| Priziac       | Priziac    | 2 096              |
| Saint-Tugdual | Priziac    | 1 768              |
| Saint-Caradec | Berné      | 1 207              |
| Berné         | Berné      | 1 805              |
| Lignol        | Berné      | 1 911              |
| Ploërdut      | Ploërdut   | 4 512              |
| Langoëlan     | Ploërdut   | 1 316              |